# Kimmie Meissner
Kimberly Claire „Kimmie“ Meissner (* 4. Oktober 1989 in Towson, Maryland) ist eine ehemalige US-amerikanische Eiskunstläuferin, die im Einzellauf startete. Sie ist die Weltmeisterin von 2006.

## Biografie
Meissner ist das jüngste von vier Kindern des Ehepaars Judy und Paul Meissner. Sie ist katholisch. Meissner begann im Alter von sechs Jahren mit dem Eiskunstlaufen, animiert von ihren drei älteren Brüdern, die Eishockey spielten. Sie trainierte die meiste Zeit im Eiskunstlaufverein der Universität von Delaware in Newark.
Nachdem sie 2003 bei den US-amerikanischen Meisterschaften Erste bei den Neulingen und 2004 Erste bei den Junioren geworden war, belegte sie 2005 bei ihrer ersten Teilnahme bei den Senioren den dritten Platz. 2006 wurde sie nationale Vizemeisterin hinter Sasha Cohen und qualifizierte sich damit für die Olympischen Spiele in Turin. Diese beendete sie auf dem sechsten Platz. Wenig später bestritt sie im kanadischen Calgary auch ihre erste Weltmeisterschaft. Sie gewann die Kür mit sieben gestandenen Dreifachsperüngen, darunter zwei Dreifach-Dreifach-Kombinationen und damit auch die Goldmedaille bei ihrer ersten Weltmeisterschaft. Dies war zuletzt der Ukrainerin Oksana Bajul bei der Weltmeisterschaft 1993 gelungen.
Im Jahr 2007 wurde Meissner erstmals US-Meisterin und gewann die Vier-Kontinente-Meisterschaften in Colorado Springs. Bei der Weltmeisterschaft, zu der sie als Titelverteidigern reiste, belegte sie den vierten Platz. 2008 wurde sie Siebte bei ihrer vorerst letzten Weltmeisterschaft. Danach tourte sie mit der Eisrevue Stars on Ice.
Von 2003 bis 2008 wurde Meissner von Pam Gregory trainiert, danach wechselte sie zu Todd Eldredge und auf dessen Empfehlung zu dessen früherem Trainer Richard Callaghan. Seit Herbst 2009 wird sie von Chris Conte betreut, der auch Eisshows für sie choreografiert. Meissner war erst die zweite Amerikanerin nach Tonya Harding, die regelmäßig den dreifachen Axel sprang.

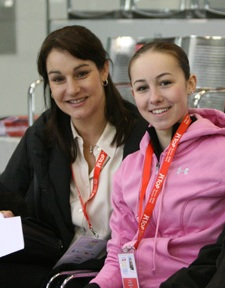
Kimmie Meissner mit ihrer Trainerin Pam Gregory, 2007

## Ergebnisse
| Wettbewerb / Saison              | 2002/03 | 2003/04 | 2004/05 | 2005/06 | 2006/07 | 2007/08 | 2008/09 |
| -------------------------------- | ------- | ------- | ------- | ------- | ------- | ------- | ------- |
| Olympische Winterspiele          |         |         |         | 6.      |         |         |         |
| Weltmeisterschaften              |         |         |         | 1.      | 4.      | 7.      |         |
| Vier-Kontinente-Meisterschaften  |         |         |         |         | 1.      |         |         |
| Grand-Prix-Finale                |         |         |         |         |         | 6.      |         |
| Juniorenweltmeisterschaften      |         | 2.      | 4.      |         |         |         |         |
| US-amerikanische Meisterschaften | 1.N     | 1.J     | 3.      | 2.      | 1.      | 7.      |         |

- J = Junioren, N = Novice (dt. Neulinge/Jugend)